# The Ocean
The Ocean — експериментальний метал-гурт із Берліна. Колектив заснував 2000 року гітарист Робін Стапс.

## Учасники
- Loïc Rossetti
- Jona Nido
- Robin Staps
- Louis Jucker
- Luc Hess
- Nils Lindenhayn

## Дискографія
Студійні альбоми
- Fluxion (2004)
- Aeolian (2006)
- Precambrian (2007)
- Heliocentric (2010)
- Anthropocentric (2010)
- Pelagial (2013)
- Phanerozoic I: Palaeozoic (2018)
- Phanerozoic II: Mesozoic / Cenozoic (2020)
- Holocene (2023)

Інші релізи
- Islands/Tides (2001)
- Fogdiver EP (2003)
- Burst/The Ocean Split 7" (2005)
- The Grand Inquisitor EP 10" (2012)